# صفط الخمار الأصلية
قرية صفط الخمار الأصلية  هي إحدي القرى التابعة لمركز المنيا بمحافظة المنيا في جمهورية مصر العربية. حسب إحصاءات سنة 2006، بلغ إجمالي السكان في صفط الخمار الأصلية 26441 نسمة، منهم 13821 رجل و12620 امرأة.